# Hirics
Hirics là một thị trấn thuộc hạt Baranya, Hungary. Thị trấn này có diện tích 14,68 km², dân số năm 2010 là 244 người, mật độ 17 người/km².